# Sciara penicillata
Sciara penicillata är en tvåvingeart som först beskrevs av Franz Lengersdorf 1944.  Sciara penicillata ingår i släktet Sciara och familjen sorgmyggor. Inga underarter finns listade i Catalogue of Life.